# Herbert Brenon

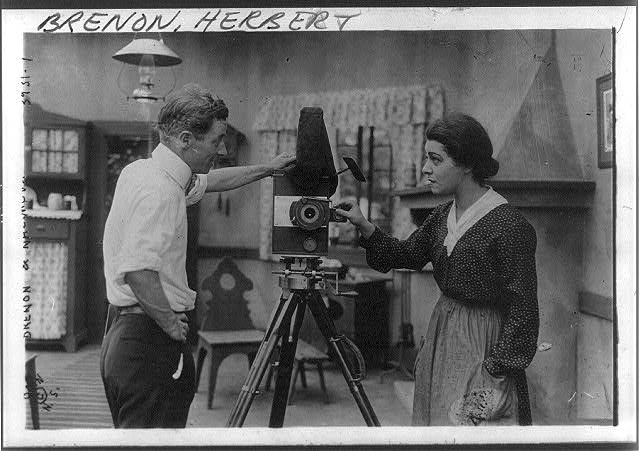
Herbert Brenon y Alla Nazimova con una cámara en el studio de él, 9 de agosto de 1916.

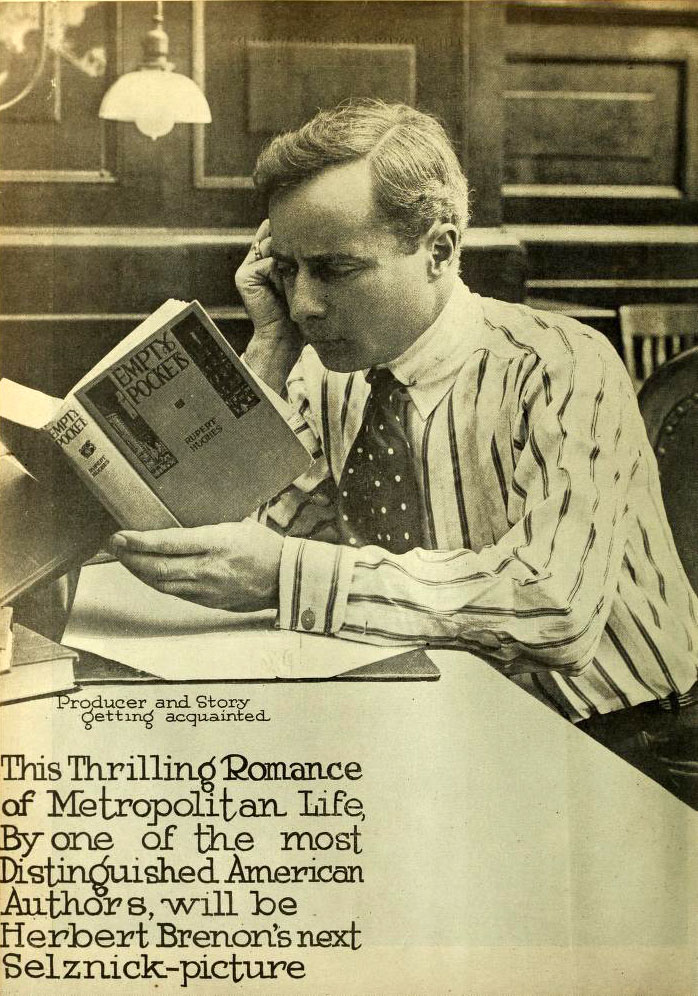
Herbert Brenon leyendo Empty Pockets, de Rupert Hughes.

Herbert Brenon (13 de enero de 1880 – 21 de junio de 1958) fue un director, guionista y actor cinematográfico estadounidense de origen irlandés, cuya carrera transcurrió en buena parte en los años del cine mudo.

## Biografía
Su nombre completo era Alexander Herbert Reginald St. John Brenon, y nació en Dublín, Irlanda. Sus padres eran Edward St. John Brenon, un escritor y crítico teatral, y Frances, una mujer culta, autora de una comedia que más adelante llevó a escena su hijo. Brenon estudió en la St Paul's School y en el King's College de Londres. Inició su carrera artística como director teatral, trabajando en números de vodevil junto a su mujer, Helen Oberg.
Comenzó su carrera cinematográfica en Independent Moving Pictures, debutando en 1911 como guionista. Al año siguiente pasó a la dirección, trabajando también como actor. A lo largo de su carrera actuó en 22 filmes, dirigió 128, y escribió el guion de 58. Tuvo la oportunidad de dirigir a intérpretes de la talla de King Baggot, Annette Kellerman, Pola Negri, Ronald Colman, Lon Chaney, Loretta Young, Alice Joyce, Clara Bow, Anna May Wong y Norma Talmadge.
Entre sus películas más notables figura Peter Pan (1924), primera adaptación al cine de la obra teatral de J.M. Barrie, Beau Geste (1926), y El capitán Sorrell (1927), film por el cual fue nominado al Oscar al mejor director en 1929.
Herbert Brenon falleció en Los Ángeles, California, en 1958, a los setenta y ocho años de edad. Fue enterrado en un mausoleo privado en el Cementerio Woodlawn del Bronx, Nueva York.

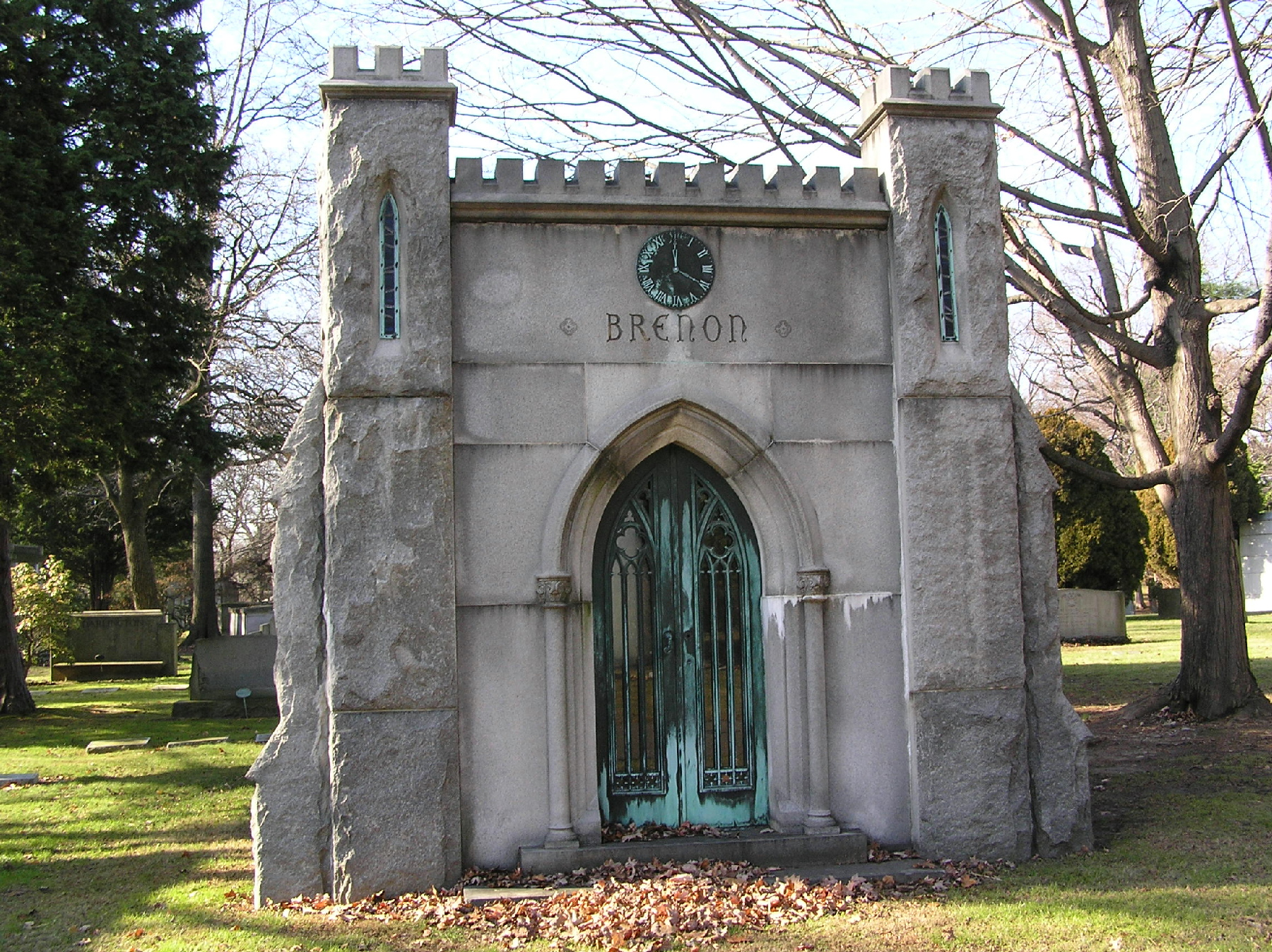
Mausoleo de Herbert Brenon en el Cementerio Woodlawn del Bronx, Nueva York

 Su hermano, Algernon St. John Brenon, fue crítico musical del Morning Telegraph de Nueva York.

## Filmografía (selección)

### Director
| - All for Her (1912) - Lady Audley's Secret, codirigida con Otis Turner (1912) - The Clown's Triumph (1912) - Fanchon the Cricket (1912) - The Dividing Line (1912) - Betty, the Coxswain (1912) - The Heart of a Gypsy (1912) - A Case of Dynamite (1912) - Reunited by the Sea (1912) - The Padrone's Daughter (1912) - Chappie the Chaperone (1912) - The Love Test (1912) - The Blind Musician (1912) - The Fugitives (1912) - Leah, the Forsaken (1912) - Vengeance (1912) - No Greater Love (1912) - Lass o' the Light (1912) - The Long Strike (1912) - The New Magdalen (1912) - Rags and Riches (1913) - In a Woman's Power (1913) - Dr. Jekyll and Mr. Hyde (1913) - Kathleen Mavourneen (1913) - The Bishop's Candlesticks (1913) - Blood Will Tell (1913) - She Never Knew (1913) - Secret Service Sam (1913) - The Comedian's Mask (1913) - The Angel of Death (1913) - The Last of the Madisons (1913) - Robespierre (1913) - Ivanohe (1913) - The Anarchist (1913) - The Child Stealers of Paris (1913) - Time Is Money (1913) - Love or a Throne (1913) - Watch Dog of the Deep (1914) - Absinthe (1914) - The Price of Sacrilege (1914) - Neptune's Daughter (1914) - Love and a Lottery Ticket (1914) - Across the Atlantic (1914) - The Old Rag Doll (1914) - When the World Was Silent (1914) - When the Heart Calls (1914) - Redemption (1914) - The Tenth Commandment (1914) - In Self Defense (1914) - Peg o' the Wilds (1914) - Life's Shop Window, codirigida con Harry Belmar (1915) - She Was His Mother (1915) - The Awaited Hour (1915) - Kreutzer Sonata (1915) - The Heart of Maryland (1915) - The Clemenceau Case (1915) - The Two Orphans (1915) - Sin (1915) - The Soul of Broadway (1915) - The Missing Witness (1916) - A Daughter of the Gods (1916) - The Governor's Decision (1916) - The Voice Upstairs (1916) - War Brides (1916) - Bubbles (1916) | - Love or an Empire (1916) - Whom the Gods Destroy, codirigida con James Stuart Blackton y William P.S. Earle (1916) - The Girl of the Hour (1917) - The Sins of a Brother (1917) - The Eternal Sin (1917) - The Lone Wolf (1917) - The Fall of the Romanoffs (1917) - The Invasion of Britain (1918) - Empty Pockets (1918) - The Passing of the Third Floor Back (1918) - Victory and peace (1918) - Quinneys, codirigida con Maurice Elvey y Rex Wilson (1919) - Beatrice (1919) - 12.10 o Twelve: Ten (1919) - Principessa misteriosa (1920) - Passion Flower (1921) - Il colchico e la rosa (1921) - The Sign on the Doo (1921) - Beatrice (1921) - The Wonderful Thing (1921) - Any Wife (1922) - A Stage Romance (1922) - Shackles of Gold (1922) - Moonshine Valley (1922) - The Custard Cup (1923) - Sorella contro sorella (1923) - The Rustle of Silk (1923) - The Woman with Four Face (1923) - The Spanish Dancer (1923) - Shadows of Paris (1924) - The Breaking Point (1924) - The Side Show of Life (1924) - The Alaskan (1924) - Peter Pan (1924) - The Little French Girl (1925) - The Street of Forgotten Men (1925) - A Kiss for Cinderella (1925) - The Song and Dance Man (1926) - Dancing Mothers (1926) - Beau Geste (1926) - God Gave Me Twenty Cents (1926) - The Great Gatsby (1926) - The Telephone Girl (1927) - El capitán Sorrell (1927) - Laugh, Clown, Laugh (1928) - The Rescue (1929) - Lummox (1930) - The Case of Sergeant Grischa (1930) - Beau Idea (1931) - Beau Ideal (1931) - Transgression (1931) - The Girl of the Rio (1932) - Wine, Women and Song (1933) - Royal Cavalcade (1935) - Honours Easy (1935) - Someone at the Door (1936) - Living Dangerously (1936) - The Live Wire (1937) - The Dominant Sex (1937) - Spring Handicap (1937) - Housemaster (1938) - Yellow Sands (1938) - Black Eyes (1939) - The Flying Squad (1940) |

### Guionista
| - The Dream, de Thomas H. Ince y George Loane Tucker (1911) - The Scarlet Letter, de Joseph W. Smiley y George Loane Tucker (1911) - For Her Brother's Sake, de Thomas H. Ince (1911) - Shamus O'Brien, de Otis Turner (1912) - All for Her, de Herbert Brenon (1912) - Camille (1912) - In a Woman's Power, de Herbert Brenon (1913) - Kreutzer Sonata (1915) - The Clemenceau Case (1915) - The Two Orphans (1915) - Sin (1915) - The Soul of Broadway, de Herbert Brenon (1915) - The Ruling Passion, de James C. McKay (1916) | - The Marble Heart, de Kenean Buel (1916) - A Daughter of the Gods (1916) - War Brides (1916) - Love or an Empire (1916) - The Eternal Sin (1917) - Principessa misteriosa, de Herbert Brenon (1920) - Passion Flower (1921) - The Sign on the Doo (1921) - Beatrice (1921) - The Wonderful Thing (1921) - Moonshine Valley (1922) - Beau Geste (1926) - El capitán Sorrell (1927) |

### Actor
| - Shamus O'Brien, de Otis Turner (1912) - Neptune's Daughter, de Herbert Brenon (1914) | - The Heart of Maryland, de Herbert Brenon (1915) - The Missing Witness, de Herbert Brenon (1916) |

### Productor
- Traffic in Souls, de George Loane Tucker (1913)

## Premios y distinciones
Premios Óscar
| Año  | Categoría      | Película           | Resultado |
| ---- | -------------- | ------------------ | --------- |
| 1928 | Mejor director | El Capitán Sorrell | Nominado  |